# Drepanolejeunea mauritiana
Drepanolejeunea mauritiana là một loài Rêu trong họ Lejeuneaceae. Loài này được Tixier mô tả khoa học đầu tiên năm 1993.